# 九章出版社
九章出版社，1978年创立于台湾的一个出版社，创办人为孙文先，主要专注于数学书籍。九章出版社代理Springer-Verlag、International Press 等世界著名出版社的数学书籍；与大陆的数学家和出版同行也有较密切的合作。